# Тюсвер
Тюсвер (норв. Tysvær) — коммуна в губернии Ругаланн в Норвегии. Административный центр коммуны — город Аксдал. Официальный язык коммуны — нюнорск. Население коммуны на 2016 год составляло 10 925 человек. Площадь коммуны Тюсвер — 425,29 км², код-идентификатор — 1146.

## История населения коммуны
Население коммуны за последние 60 лет.